# Pleione forrestii
Pleione forrestii är en växtart i släktet Pleione och familjen orkidéer. Den beskrevs av Rudolf Schlechter.

## Hybrider
Arten bildar hybrider med flera andra arter i släktet:
- Med P. albiflora; denna hybrid kallas P. × confusa.[2]
- Med P. aurita; denna hybrid kallas P. × kohlsii.[3]
- Med P. yunnanensis; denna hybrid kallas P. × christianii.[4]

## Utbredning
Arten förekommer i södra Kina, Vietnam, Myanmar och Bangladesh.